# PGC 29820
PGC 29820 ist eine Spiralgalaxie vom Hubble-Typ Sb mit ausgedehnten Sternentstehungsgebieten im Sternbild Sextant, welche etwa 562 Millionen Lichtjahre von der Milchstraße entfernt ist und einen Durchmesser von etwa 120.000 Lichtjahren besitzt.
Diese Ranken aus hellem Gas entstehen durch einen Prozess, der als Staudruck-Stripping bezeichnet wird, und ihre Ähnlichkeit mit baumelnden Tentakeln hat die Astronomen dazu veranlasst, JO204 als eine „Quallengalaxie“ zu bezeichnen.